# Hugo Magnetti
Hugo Magnetti (Marsella, 30 de mayo de 1998) es un futbolista francés que juega de centrocampista en el Stade Brestois 29 de la Ligue 1.

## Carrera deportiva
Magnetti comenzó su carrera deportiva en el SC Bastia II en 2016, fichando en 2017 por el Stade Brestois 29 de la Ligue 2.
Con el Brest debutó como profesional, en la Ligue 2, el 30 de julio de 2018, en un partido frente al F. C. Metz. Un año después, el 23 de noviembre de 2019, debutó en la Ligue 1, a la que había ascendido el Brest, en un partido frente al F. C. Nantes.

## Clubes
| Club                 | País    | Año         |
| -------------------- | ------- | ----------- |
| SC Bastia II         | Francia | 2016 - 2017 |
| Stade Brestois 29 II | Francia | 2017 - 2020 |
| Stade Brestois 29    | Francia | 2018 - Act. |